# اچ‌ام‌اس لوندوندری (اف۱۰۸)
اچ‌ام‌اس لوندوندری (اف۱۰۸) (به انگلیسی: HMS Londonderry (F108)) یک کشتی بود که طول آن ۳۷۰ فوت (۱۱۰ متر) بود. این کشتی در سال ۱۹۵۸ ساخته شد.